# 위리외 니카넨
요우코 위리외 니카넨(핀란드어: Jouko Yrjö Nikkanen, 1914년 12월 31일 ~ 1985년 11월 18일)은 핀란드의 창던지기 선수로 1936년 베를린 올림픽에서 은메달을 획득하였다. 그가 던진 70.77m의 거리는 금메달리스트 게르하르트 슈퇴크보다 단 1m 뒤로 오고, 칼레르보 토이보넨보다 5cm 앞으로 왔다.
1938년 8월 25일 니카넨은 77.87m의 세계 기록을 세우고, 2달 가까이 후에 10월 16일에는 78.80m로 향상시켰다. 니카넨의 기록은 1953년 8월 8일 버드 헬드가 깼다.

## 참조
1. ↑  위리외 니카넨 보관됨 2016-03-09 - 웨이백 머신. sports-reference.com
2. ↑  창던지기 세계 기록 추이. saunalahti.fi